# Wolf Heckmann
Wolf „Hecki“ Heckmann (* 10. Februar 1929 in Dortmund; † 13. Dezember 2006 in Mittelnkirchen bei Stade/Hamburg) war ein deutscher Journalist, Schriftsteller und Übersetzer.

## Leben
Heckmann war von 1969 bis 1972 Chefredakteur der Hamburger Morgenpost (MOPO), zu der er 1989 unter Blattmacher Ernst Fischer als Mitglied der Chefredaktion zurückkehrte. Nach Fischers Wechsel zum G+J-Magazin stern wurde Heckmann erneut Chefredakteur und übergab mit Erreichen der Altersgrenze an seinen Stellvertreter Manfred von Thien. Darüber hinaus hat er auch für Die Zeit und die Münchner Abendzeitung Texte verfasst. Weitere berufliche Stationen waren die Bild und die Berliner Zeitung. Heckmann war gelegentlich als Schauspieler oder Übersetzer tätig.
1960 heiratete er die Autorin Brigitte Klump, die 1957 aus der DDR geflohen war. Aus der 1988 wieder geschiedenen Ehe gingen ein Sohn und eine Tochter hervor.
Heckmanns 1976 erschienene Rommel-Biographie Rommels Krieg in Afrika zählt zu den ersten deutschsprachigen Werken, die sich kritisch mit Erwin Rommel und seiner militärischen Leistung als Oberbefehlshaber des deutschen Afrikakorps auseinandersetzten. Das Nachrichtenmagazin Der Spiegel schrieb dazu in seiner Rezension des Buches:

„Nach drei Jahrzehnten blindgläubiger Rommel-Verehrung auf deutscher und mehr noch auf britischer Seite ist Heckmann der erste Autor, der gründlich am Rommel-Mythos kratzt und begründet, warum Rommel zu Lebzeiten und erst recht nach seinem Tode erheblich überschätzt wurde.“

Heckmann flog 1973 alleine im Motorsegler Scheibe SF 25 von Rotenburg nach Perth in Australien. Er vollbrachte in rund 230 Flugstunden eine beachtliche fliegerische Leistung, die er in seinem Reisebericht Haie fressen keine Deutschen festhielt.

## Darstellerrollen
- Der Havarist

## Werke
- Rommels Krieg in Afrika. Tosa, Wien 2006, ISBN 3-85003-040-7.
- Haie fressen keine Deutschen. Erster Alleinflug im Motorsegler nach Australien. Ullstein, Frankfurt/M 1984, ISBN 3-548-34217-5.

Übersetzungen
- John Garforth: Der singende Tod von Blackpool. (Originaltitel The passing of Gloria Munday) Heyne, München 1968 Reihe Mit Schirm, Charme und Melone.